# Ketoprofén
A ketoprofén a nem szteroid gyulladáscsökkentő gyógyszerek közé tartozó propionsavszármazék. Fájdalom- és lázcsillapító hatása van. Hatását a prosztaglandinok bioszintézisének gátlása révén fejti ki a szervezetben. A VIII. Magyar Gyógyszerkönyvben Ketoprofenum    néven hivatalos.  

## Mellékhatások
- gasztrointesztinális fekélyek
- a vörösvérsejtszám esése (gyomorvérzés)
- vesekárosodás
- fehérjeveszteség

## Kapható formái
- Albánia: Oki és Fastum Gel
- Amerikai Egyesült Államok: 12,5 mg buboréktabletta Orudis KT és Actron, vényköteles.
- Ausztrália (ország): Orudis és Oruvail
- Egyesült Királyság: Ketoflam és Oruvail
- Észtország: Fastum Gel, Keto, Ketonal
- Finnország: Fastum Gel, Ketorin, Keto, Ketomex és Orudis
- Franciaország: Profénid, Bi-Profénid és Ketum
- Írország: Fastum Gel
- Japán: Mohrus Tape, a Hisamitsu Pharmaceutical gyártja.
- Lengyelország, Szerbia, Szlovénia és Horvátország: Knavon és Ketonal
- Magyarország: Fastum Gel
- Mexikó: Arthril
- Norvégia: Zon és Orudis
- Olaszország Ketodol, Fastum Gel, Lasonil, Orudis és Oki
- Oroszország: ОКИ (OKI), Fastum Gel és Ketonal
- Románia: Ketonal és Fastum Gel
- Spanyolország: Actron és Fastum Gel
- Svájcban jóváhagyták a kezeprofen készítményt, amely a transzparens technológián alapul, közvetlenül a bőrön történő alkalmazásra a kezelendő hely felett.
- Venezuela: Ketoprofeno injektálható oldat, 100 és 150 mg-os kiszerelésben.

- a ketoprofen 2,5%-os gél külsőleg, helyi gyulladás- és fájdalomcsillapításra az USA kivételével több helyen is kapható.

Néhány országban rendelkezésre áll az optikailag tiszta ( S ) - enantiomer (dexketoprofen); állítólag a  trometamol sója különösen gyorsan felszívódik a gyomor-bélrendszerből, és gyorsan bekövetkező hatásokkal rendelkezik.
A legkorábbi jelentés emberi alkalmazásáról 1972-ben történt.

## Fordítás
Ez a szócikk részben vagy egészben  a   Ketoprofen című angol Wikipédia-szócikk ezen változatának fordításán alapul.  Az eredeti cikk szerkesztőit annak laptörténete sorolja fel. Ez a jelzés csupán a megfogalmazás eredetét és a szerzői jogokat jelzi, nem szolgál a cikkben szereplő információk forrásmegjelöléseként.